# Dale McCourt
Dale Allen McCourt (Falconbridge, 26 gennaio 1957) è un allenatore di hockey su ghiaccio ed ex hockeista su ghiaccio canadese.

## Carriera

### Giocatore
Dale iniziò la propria carriera giovanile nell'Ontario Hockey Association con la maglia degli Hamilton Red Wings nella stagione 1972-73. Due anni più tardi guidò da capitano gli Hamilton Fincups alla conquista della Memorial Cup. Nella stagione seguente ricevette il Red Tilson Trophy come miglior giocatore della OHA, e fu eletto giocatore dell'anno della Canadian Hockey League per i suoi sforzi. Per due stagioni consecutive Dale fu insignito del William Hanley Trophy come giocatore più corretto della OHA. Nel 1977 prese parte alla prima edizione ufficiale del Campionato mondiale di hockey su ghiaccio Under-20, durante il quale McCourt segnò 18 punti, record di sempre per il Canada eguagliato solo da Brayden Schenn, un punto meglio di quanto ottenuto da Eric Lindros e Wayne Gretzky.
Nell'NHL Amateur Draft 1977 fu scelto in prima posizione assoluta dai Detroit Red Wings. Quando il general manager dei Red Wings Ted Lindsay ingaggiò il portiere dei Los Angeles Kings Rogatien Vachon, una norma della NHL stabilì che McCourt sarebbe dovuto andare ai Kings per compensare la perdita di Vachon, tuttavia McCourt si oppose al trasferimento ai Kings. Alla fine la questione fu risolta e McCourt poté rimanere a Detroit. McCourt restò ai Red Wings per quattro stagioni, totalizzando 343 punti in 348 partite disputate. Fra il 1981 ed il 1985 giocò per le franchigie dei Buffalo Sabres e dei Toronto Maple Leafs.
Concluse la sua carriera da giocatore in Svizzera con la maglia dell'HC Ambrì-Piotta, siglando 391 punti in 267 partite giocate fra il 1985 ed il 1991. La sua maglia numero 15 fu successivamente ritirata dal club ticinese.

### Allenatore
Nel 1994 ricoprì l'incarico di assistente allenatore della nazionale italiana durante i giochi di Lillehammer. Dopo due anni trascorsi alla guida dell'Asiago Hockey fra il 1998 ed il 2000 fu invece alla guida della panchina dei Berlin Capitals, squadra della DEL.

## Palmarès

### Club
- Memorial Cup: 1

Hamilton Fincups: 1976

### Individuale
- Memorial Cup MVP: 1

1976
- OHL William Hanley Trophy: 2

1975-1976, 1976-1977
- CHL Player of the Year: 1

1976-1977
- OHL Red Tilson Trophy: 1

1976-1977
- Campionato mondiale di hockey su ghiaccio Under-20 All-Star Team: 1

Cecoslovacchia 1977
- Miglior attaccante del Campionato mondiale di hockey su ghiaccio Under-20: 1

Cecoslovacchia 1977
- Maggior numero di gol al Campionato mondiale di hockey su ghiaccio Under-18: 1

Cecoslovacchia 1977 (8 gol)
- Maggior numero di assist al Campionato mondiale di hockey su ghiaccio Under-20: 1

Cecoslovacchia 1977 (10 assist)
- Capocannoniere del Campionato mondiale di hockey su ghiaccio Under-20: 1

Cecoslovacchia 1977 (18 punti)